# Serei Saophoan
Serei Saophoan (tiếng Khmer: សិរីសោភ័ណ) là một thành phố của tỉnh Banteay Meanchey ở Tây Bắc Campuchia

## Hành chính
Huyện này được chia ra thành 8 xã (khum).

### Xã và làng

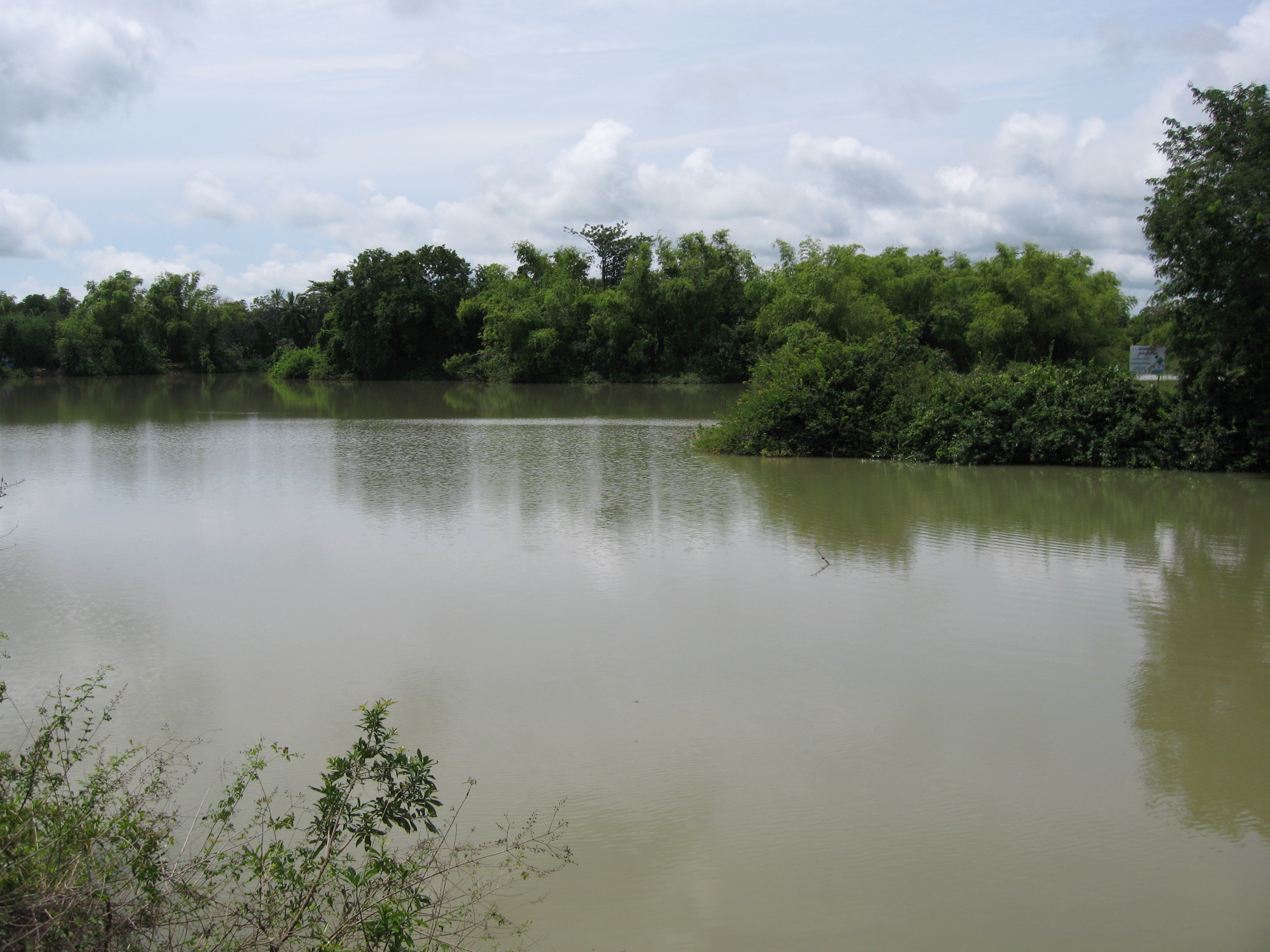
Hồ nhỏ tại huyện Serei Saophoan, Banteay Meanchey

| Khum (Xã)      | Phum Làng |
| -------------- | --- |
| Bos Sbov       | Trabaek, Kandal, Kouk Thum, Bos Sbov, Soutr Mont, Srah Khtum, Kabau, Kbal Khting, Smach, Boeng Veaeng, Bantoat Baoh, Pring Kaong, Khchas, Khnhaer, Khu Svay, Khvav, Tbaeng |
| Kampong Svay   | Kampong Svay, Kang Va, Phum Pir, Pongro, Souphi |
| Kaoh Pong Satv | Kaoh Pong Satv, Ta Sokh, Preah Angk, Snay Dangkot, Angkea Bos |
| Mkak           | Mkak, Kbal Spean, Ta Ma, Kouk Lieb, Chhuk, Doun Lei, Baek Chan |
| Ou Ambel       | Saesen, Kourothan, Roung Masin, Prohut, Ou Ambel |
| Phniet         | Kantuot, Kampring, Phniet, Neak Ta, Thmei, Bangruh, Sala Krau |
| Preah Ponlea   | Chak, Phum Muoy, Phum Bei, Phum Buon, Prey Ruessei, Preah Ponlea, Kbal Spean                                                                                               |
| Tuek Thla      | Keab, Tumnob Chrey, Tuek Thla, Ba Nay, Phnum Bak, Dei Lou |